# Commodore MAX Machine
Commodore MAX Machine – komputer domowy firmy Commodore opracowany przez japoński oddział firmy. Była to zubożona wersja Commodore 64, wydana zanim 64 trafił do produkcji. W Stanach Zjednoczonych znany był jako Ultimax, a w Niemczech był reklamowany jako VC-10, ale nie był ostatecznie tam sprzedawany. MAX został wprowadzony na rynek w 1982 wyłącznie w wersji NTSC, ale nie sprzedawał się dobrze – z powodu istniejącej już biblioteki oprogramowania (w tym także możliwości ładowania programów w BASIC dla PET), jak i lepszym ogólnym możliwościom jako komputer (większa i rozbudowywalna pamięć, peryferia, wbudowany interpreter BASICa) korzystniejszym wyborem był VIC20 – konstrukcja MAX-a była typowo konsolowa, mała pojemność pamięci RAM nie pozwalała wykorzystać potencjału lepszego niż w VIC20 układu graficznego (VIC-II mógł adresować bank 16 kB).
MAX był uproszczoną wersją C64 – programy (gry) ładowane były z kartridży (maszyna nie posiada w ogóle pamięci ROM – analogicznie do Atari 2600), komputer miał tylko 2,5 kB pamięci RAM (maksymalnie mógł adresować zaledwie 4, z czego korzysta wyłącznie cartridge MAX BASIC), wyposażony był w bardzo prostą klawiaturę membranową i tylko w podstawowe porty wejścia/wyjścia – gniazdo kartridżów, interfejs magnetofonu (który jest używany przez kilka cartridge), dwa łącza dla dżojstików i wyjście na odbiornik TV. Nie miał portów szeregowych ani równoległych, potrzebnych do podłączenia stacji dysków, drukarki czy modemu (ma on tylko jeden z dwóch układów I/O 6526 dostępnych w C64, także w VIC-20 były podobne dwa układy scalone I/O 6522).
Komputer używał procesora 6510, jak i układów graficznych i dźwiękowych projektowanych z myślą C64 (nieco zmodyfikowany do użycia pamięci statycznej VIC-II i identyczny jak w C64/128 SID 6581) które dawały mu teoretycznie znacznie większe możliwości od VIC-20, oba komputery kosztowały mniej więcej tyle samo (ok. $200), ale VIC-20 miał bardzo dużą bazę już istniejących programów i w odróżnieniu od MAX-a był łatwy do rozbudowy.
W 1990 Commodore UK wydał konsolę do gier „Commodore 64GS” (Games system), która była pełnoprawnym C64, pozbawionym klawiatury i kilku elementów na płycie głównej. O ile MAX był nietrafionym produktem, GS został wydany za późno, aby zawojować rynek.